# Caso de la desaparición de John Darwin
El caso de la desaparición de John Darwin fue una investigación sobre la muerte fingida del exprofesor y funcionario de prisiones británico John Darwin. Darwin apareció vivo en diciembre de 2007, cinco años después de que se creyera que había muerto en un accidente de piragua.
Darwin fue arrestado y acusado de fraude. Su esposa, Anne, también fue arrestada y acusada de ayudar a Darwin a cobrar su seguro de vida de 250.000 libras. La muerte fraudulenta también permitió a la pareja pagar su hipoteca de 130.000 libras. En diciembre de 2007, después de que se revelara que la pareja se había fotografiado junta en Panamá un año antes, Anne confesó que sabía que Darwin estaba vivo y que había estado viviendo en secreto en su casa y en la casa de al lado, lo que le permitió obtener el dinero del seguro ilegalmente para su propio beneficio personal. El 23 de julio de 2008 John y Anne Darwin fueron condenados a más de seis años de prisión cada uno.

## Antecedentes
John Darwin nació el 14 de agosto de 1950, en Hartlepool, Condado de Durham. Asistió al St Francis RC Grammar School y al De La Salle College, Salford, Lancashire, donde estudió biología y química. El 22 de diciembre de 1973, Darwin se casó con Anne Stephenson en Blackhall. Darwin enseñó entonces ciencias y matemáticas en Derwentside durante dieciocho años antes de marcharse para unirse a Barclays. Más tarde se convirtió en oficial de prisiones en la Prisión HM de Holme House. Darwin y su esposa, una recepcionista médica, también tenían un negocio de alquiler de camas en el condado de Durham con doce casas. Se endeudaron después de comprar dos casas en Seaton Carew en diciembre de 2000. Las deudas, que ascendían a "decenas de miles de libras", hicieron que Darwin hablara de fingir su propia muerte para reclamar el seguro a principios de 2002. 

## Desaparición
Darwin fue visto remando hacia el mar en su kayak el 21 de marzo de 2002, en Seaton Carew. Más tarde, ese mismo día, fue reportado como "desaparecido" después de no presentarse a trabajar. Se llevó a cabo una búsqueda en el mar a gran escala, durante la cual se registraron 160 km² de costa. No se encontraron señales de Darwin, aunque al día siguiente se recuperó un remo de doble punta en el mar cerca de Seaton Carew. Más tarde, el 22 de marzo de 2002, se encontraron los restos del kayak de Darwin. El Mar del Norte estaba inusualmente calmado y los rescatadores estaban desconcertados de que Darwin pudiera haber tenido problemas en tales condiciones.

## Años desaparecido
Durante los años en que se presumió la muerte de Darwin, vivió durante algún tiempo en una habitación al lado de la casa familiar; luego se mudó en secreto con su esposa Anne en febrero de 2003. Mientras tanto, se emitió un certificado de defunción en el que se indicaba que Darwin había muerto el 21 de marzo de 2002. Esto permitió a su esposa reclamar su seguro de vida; se alega que se pagaron 250.000 libras esterlinas por parte de Unat Direct Insurance Management Limited (parte del grupo de seguros AIG), así como una cantidad mucho mayor que saldó la hipoteca de 130.000 libras esterlinas. En algún momento de ese año, un inquilino del bloque de pisos en alquiler que poseían los Darwin, Lee Wadrop, reconoció a Darwin y le preguntó: "¿No se supone que estás muerto?" a lo que Darwin respondió: "No le digas a nadie sobre esto". Wadrop dijo más tarde que no se lo había dicho a la policía porque "no quería involucrarse".
En 2004, los Darwin decidieron trasladarse al extranjero, considerando Chipre. John Darwin solicitó y obtuvo un pasaporte con el nombre falso de "John Jones", pero usando su verdadero domicilio. En noviembre de 2004, la pareja visitó Chipre para investigar la compra de propiedades allí. 
En mayo de 2005, un pescador, Matt Autie, afirmó que se había encontrado con Darwin - quien respondía al nombre de "John Williams"- en un lago cerca de Penzance, Cornwall. Cuando regresó a su casa, Darwin pasó la mayor parte del tiempo en Internet, donde se relacionó con una mujer de Kansas, en los Estados Unidos, y se desplazó allí para conocerla. En noviembre, Darwin estaba de vuelta en el Reino Unido y voló de Newcastle a Gibraltar, y luego viajó a El Puerto de Santa María para ver un catamarán de 45.000 libras, de cuarenta y dos pies (13 m) de eslora, que estaba considerando comprar al comerciante de barcos Robert Hopkin.
El 9 de marzo de 2006, se informó de que Darwin había firmado una objeción de planificación a las obras de un vecino utilizando un nombre falso. Darwin y su esposa comenzaron a considerar a Panamá como un posible destino. La pareja voló a Panamá el 14 de julio de 2006, donde fueron fotografiados por un agente inmobiliario panameño, y la fotografía resultante se publicó en la Internet. Más tarde se encontraron periódicos de febrero de 2007 en el hueco tapiado entre la casa de los Darwin y el dormitorio donde Darwin se había escondido. En marzo de 2007, la pareja regresó a Panamá y fundó una compañía llamada Jaguar Properties para comprar un apartamento de dos dormitorios en El Dorado por 50.000 libras esterlinas. La casa de dormitorios junto a la casa familiar se vendió bajo el nombre de Mark, el hijo de los Darwin; la casa había sido transferida a Mark en 2006. El producto de la venta fue transferido a Panamá.
Al mes siguiente, Anne regresó al Reino Unido para vender su casa mientras Darwin permanecía en Panamá. En mayo de 2007, la pareja compró una finca de 200.000 libras en el pueblo de Escobal, Colón, Panamá, cerca del Canal de Panamá, con la intención de construir un hotel desde el que se pudieran realizar excursiones en canoa. En una entrevista posterior con Darwin, publicada en el libro de Elizabeth Greenwood Playing Dead, afirma que el aspecto del alquiler de canoas de esta compra fue una historia totalmente fabricada por los medios de comunicación jugando con el romanticismo de su muerte fingida. Él y Anne visitaron Panamá de nuevo en julio de 2007, permaneciendo durante seis semanas.
En septiembre se inició una investigación policial cuando un colega de Anne comenzó a sospechar al escuchar una conversación telefónica entre la pareja. La casa de la familia Darwin se vendió por 295.000 libras en octubre de 2007 y Anne posteriormente se fue a Panamá. En la tercera semana de noviembre, la pareja pasó las vacaciones en Costa Rica antes de regresar a Panamá. El 30 de noviembre de 2007, Anne compró un billete de avión para su marido a Inglaterra porque "echaba de menos a sus hijos". El mismo día, Mark dejó su empresa inmobiliaria después de trabajar durante su período de preaviso.

## Regreso y arresto
Tras un cambio en las leyes de visado de Panamá, Darwin envió un correo electrónico a Anne el 14 de junio de 2007 para notificarle que sus identidades tendrían que ser verificadas por la policía del Reino Unido para que pudieran recibir los ahora requeridos "visados de inversores" panameños. Sabiendo que su alias "John Jones" no pasaría este nivel de escrutinio, Darwin decidió regresar al Reino Unido con su nombre real y una amnesia falsa.
El 1 de diciembre de 2007, Darwin entró en la comisaría central del West End de Londres, alegando que no tenía recuerdos de los últimos cinco años. Su esposa Anne -que había vendido sus propiedades británicas y se había mudado a Panamá tres meses antes de su reaparición- expresó sorpresa, alegría y euforia por el regreso de su esposo desaparecido. Para entonces la policía británica ya sospechaba que Darwin podría no haber muerto ya que Anne, a pesar de presentarse como una viuda con el corazón roto, tomó vacaciones en el extranjero, planeó vender la casa familiar en Hartlepool para mudarse a Panamá y transfirió grandes sumas de dinero al extranjero. Ya se había iniciado una investigación financiera policial tres meses antes de la reaparición de Darwin, a raíz de un aviso de uno de los colegas de Anne que conectaba su reclamación del seguro de vida de su marido y su posterior emigración a Panamá. 
La historia de los Darwin se desentrañó después de que el Daily Mirror publicara una foto de los Darwin, tomada en Panamá en 2006. La fotografía había sido descubierta cuando un miembro del público buscó las palabras "John", "Anne" y "Panamá" en Google Images. La foto había aparecido en el sitio web movetopanama.com y se había señalado a la atención del Daily Mirror y de la Policía de Cleveland. Según se informa, Anne confirmó que la fotografía era de John, diciendo: "Sí, es él. Mis hijos nunca me perdonarán". La policía arrestó a Darwin en la casa de su hijo Anthony en Basingstoke. 
Una investigación policial descubrió que Darwin había estado usando un pasaporte falso con el nombre de "John Jones", una identidad que había pertenecido a un bebé de Sunderland que había muerto en 1950. Al examinar el pasaporte falso, la policía descubrió que Darwin había hecho varios viajes a Panamá en los cinco años anteriores. 
Los dos hijos de Darwin expresaron inicialmente su euforia por el regreso de su padre, pero a medida que la historia se desarrollaba, emitieron una declaración conjunta en la que declaraban que se sentían víctimas de una estafa y daban a entender que no deseaban tener más contacto con sus padres. Se informó de que ambos hijos habían cambiado de trabajo antes de la reaparición de su padre. El 6 de diciembre, uno de los hijos de Darwin supuestamente desapareció después de desocupar su piso del norte de Londres y de dejar un cuaderno que contenía mensajes codificados para su novia, así como indicaciones para que ella llegara al aeropuerto de la ciudad de Londres. La policía enfatizó que no era sospechoso de ningún crimen.
El 8 de diciembre, el Daily Mail citó a Anne diciendo que, aunque inicialmente pensó que su marido estaba muerto, él apareció en su casa en 2003 y vivió en secreto en un dormitorio adyacente que tuvo durante unos tres años. Entraba en la casa desde el estudio a través de un agujero secreto en la pared; el agujero estaba escondido detrás de un armario. El artículo decía que, dos meses después de que él se mudara de nuevo con Anne, ella fue persuadida de asistir a una investigación sobre su muerte para poder reclamar el seguro de vida. Darwin fue declarado muerto y la compañía de seguros sólo pagó la mitad de la póliza de 50.000 libras porque no se encontró ningún cuerpo. Anne dijo que había fingido su muerte para escapar de las dificultades financieras derivadas de las propiedades que poseían. Afirmó que había decidido volver públicamente porque echaba de menos a sus hijos, que no sabían que seguía vivo.

## Juicio
Más tarde ese día, Darwin fue acusado de obtener el dinero del seguro de vida mediante el engaño y de hacer declaraciones falsas para obtener un pasaporte. Anne Darwin fue arrestada en el aeropuerto de Manchester al día siguiente al regresar al Reino Unido, y detenida en relación con las acusaciones de fraude. Compareció ante el tribunal el 11 de diciembre en Hartlepool para enfrentarse a dos cargos por fraude: obtener 250.000 libras y 137.000 libras mediante engaño. Permaneció detenida hasta el 14 de diciembre. Darwin compareció en el Tribunal de Magistrados de Hartlepool el 10 de diciembre, donde también permaneció bajo custodia hasta el 14 de diciembre.
El 14 de diciembre, Anne y John Darwin comparecieron por separado ante el Tribunal de Magistrados de Hartlepool y ambos fueron detenidos para comparecer nuevamente el 11 de enero de 2008.
El 9 de enero de 2008, John y Anne Darwin volvieron al Tribunal de Magistrados de Hartlepool para enfrentar nuevos cargos de engaño. John se enfrentó a un cargo adicional de obtener 137.000 libras esterlinas por engaño (el mismo cargo que ya enfrentaba su esposa) además del cargo existente del seguro de vida contra ambos por 25.000 libras esterlinas y el cargo separado de John de obtener un pasaporte mediante el engaño. A continuación, ambos fueron acusados juntos por obtener más dinero de un plan de pensiones para maestros (dos cantidades separadas de 25.186 libras y 58.845 libras), así como por obtener dinero del Departamento de Trabajo y Pensiones (dos cantidades separadas de 2.000 libras y 2.273 libras). Fueron puestos en prisión preventiva una vez más para volver a comparecer ante el tribunal el 18 de enero de 2008.
El 18 de enero, cada uno de ellos compareció por separado en el Tribunal de Magistrados de Hartlepool por enlace de vídeo y permanecieron en prisión preventiva hasta el 15 de febrero, fecha en que se enfrentaron a la posibilidad de ser internados en el Tribunal de la Corona.
El 13 de marzo, John Darwin admitió siete cargos de obtención de dinero por engaño y un delito de pasaporte en el Tribunal de la Corona de Leeds. Negó nueve cargos de uso de propiedad criminal; estos cargos permanecerán en el expediente, según los fiscales. Anne Darwin negó seis cargos de engaño y nueve de uso de propiedad criminal.

### Sentencia
El 23 de julio de 2008, John Darwin y Anne Darwin fueron condenados por fraude. John Darwin se enfrentó a un cargo adicional relacionado con su pasaporte falso y fue condenado a seis años y tres meses de prisión. Anne Darwin, a quien la policía describió como una mentirosa compulsiva, fue condenada a seis años y seis meses. Ambos apelaron contra sus sentencias y el 27 de marzo de 2009, ambas apelaciones fueron denegadas por el Tribunal de Apelaciones
El Servicio de Fiscalía de la Corona ha prometido que todas las ganancias del fraude "insensible y calculado" cometido por la pareja serán confiscadas. John Darwin fue puesto en libertad condicional en enero de 2011 y Anne Darwin fue puesta en libertad en marzo de 2011.
El 14 de febrero de 2012, el SPC anunció que se había recuperado la totalidad de las 501.641,39 libras esterlinas en concepto de pagos de seguros de vida y pensiones recibidas por Anne Darwin, parte de las cuales correspondían a la venta de dos propiedades en Panamá. Kingsley Hyland, jefe de la Unidad de Casos Complejos del SPC del Noreste, dijo: "Es importante que los defraudadores vean que no sólo los procesaremos siempre que sea posible, sino que haremos todo lo posible por recuperar sus ganancias mal habidas para devolverlas a los que han sido defraudados".
En abril de 2014, se informó que Darwin había devuelto sólo 121 libras de las 679.073 libras que el juez le había ordenado devolver. Sin embargo, esto se debió a que todos los bienes estaban a nombre de Anne Darwin. En julio de 2015, la pareja ya no tenía bienes, habiendo devuelto un total de 541.762,39. libras

## En la cultura popular
La historia de John y Anne Darwin se dramatizó en el programa de la BBC Canoe Man en 2010. La película fue protagonizada por Bernard Hill y Saskia Reeves como John y Anne Darwin, respectivamente. El músico Martin Gordon documentó la historia con la canción "Panama" de su estreno en 2009 Time Gentlemen Please. En ficción, inspiró una novela de 2009 de Adrian Gere llamada Return from the Dead, y una historia de 2010 en la telenovela de ITV Coronation Street vio al personaje Joe McIntyre intentar lo mismo. En 2015, se mencionó en la telenovela de la BBC EastEnders cuando se reveló que el personaje Kathy Beale y su marido fingieron su muerte en Sudáfrica para cobrar el seguro. La canción "Simian Son" de Jez Lowe sobre los incidentes en Hartlepool hace referencia al incidente. La novela "Let Me Lie de Clare Mackintosh en la que un marido y su esposa aparentemente se suicidan se inspiró en la historia de John Darwin, mencionada por el Autor en la sección de Notas de los Autores del libro.